# Taixiperger Mátyás
Taixiperger Mátyás (? – Érseklél, 1803. május 5.) katolikus lelkész.

## Élete
1784-től segédlelkész volt Balassagyarmaton, 1785-től Endrőfalván; 1787 októberében Vámosmikolára küldték káplánnak. 1790. január 9-én kinevezték plébánosnak Ipolyszakállosra; erről később lemondott és 1793. február 15-én Keszegfalvára ment káplánnak. 1802. július 28-án Érseklélre helyeztetett át, itt is hunyt el.

## Műve
- Consolatoria epistola ad Beatissimum Patrem papam Pium VI. data. Tyrnaviae, 1798.